# جائزة بريطانيا الكبرى للدراجات النارية 2010
جائزة بريطانيا الكبرى للدراجات النارية 2010 هو سباق دراجات نارية أقيم بتاريخ 20 يونيو 2010 في حلبة سلفرستون. كان الجولة الخامسة من أصل 18 في سباق الجائزة الكبرى للدراجات النارية موسم 2010. فاز الإسباني خورخي لورنزو بفئة الموتو جي بي. فاز بفئة الموتو 2 الفرنسي جول كلوزيل.

## وصلات خارجية
- الموقع الرسمي